# Berta Ambrož
Berta Ambož, slovenska pjevačica zabavne muzike i prva predstavnica Slovenije na Eurosongu. Rođena je 29.listopada 1944. u Kranju, Slovenija. Umrla je 1.srpnja 2003. u Ljubljani. 
Po zanimanju je bila daktilografkinja, a pjevanju se posvetila samo iz hobija. 
Godine 1965. nastupila je kao debitantica s pjesmom Luči Ljubljane na Slovenskoj popevki, a nastupila je i na Opatijskom festivalu. 
Godine 1966. predstavljala je Jugoslaviju na Eurosongu u Luksemburgu sa pjesmom "Bez Riječi". Glazbu za pjesmu napisao je Mojmir Stepe, a tekst Elsa Budau. Zauzela je 7. mjesto. Godine 1973. na Eurosongu neki su Španjolsku optužili da je njihova pjesma  "Eres tu" zapravo plagijat slovenske pjesme "Bez Riječi" . Nizozemska predstavnica na Eurosongu 1994. Willeke Alberti snimila je englesku verziju pjesme pod naslovom "Without Words" na svom albumu 1967. godine. Pjesma je također adaptirana na norveški i danski.
Njezin brat Peter Ambrož bio je dugogodišnji član Slovenskog Okteta.  